# Lê Quý Đôn
Pour les articles homonymes, voir Le Quy Don (homonymie).
Lê Quý Đôn (né en 1726 dans la province de Thái Bình, mort en 1784 dans la province de Hà Nam) est un philosophe, encyclopédiste et poète vietnamien, qui a également occupé des fonctions importantes dans l'administration. Doté d'un esprit encyclopédique, il est considéré comme le savant le plus remarquable de son temps.

## Biographie
D'une précocité extraordinaire, il était capable à l'âge de 10 ans de mémoriser chaque jour 80 pages d'ouvrages historiques, comprenait à 11 ans le Livre du changement (Kinh Dịch) et maîtrisait à 14 ans les textes classiques du confucianisme.
À 26 ans, il est nommé à l'Académie royale et occupe des postes de responsabilité. La dynastie Trịnh est alors en lutte contre la rébellion de la future dynastie Tây Sơn et doit affronter dans le sud la montée de la dynastie Nguyễn.
En 1760, il est envoyé en ambassade à Pékin. Il y découvre divers ouvrages scientifiques européens en traduction chinoise et se lie avec un Coréen qui participera par la suite à la rédaction de l'encyclopédie coréenne Tongguk Munhon pigo (1770). 
De retour au Vietnam, il soumet un rapport recommandant l'adoption d'un régime de gouvernement « éclairé » basé sur un cadre légal précis et contraignant. Cet avis lui vaut d'être relégué à un poste subalterne en province. Il est toutefois rappelé à la Cour quelques années plus tard et se voit confier la réforme du cycle d'études du Van Mieu (« Temple de la littérature »), université créée à Hanoi en 1076 pour former les élites. 
Il était réputé pour son honnêteté intellectuelle, son intégrité et son infatigable lutte contre la corruption.

## Publications
Considéré encore aujourd'hui comme une autorité sur les rapports entre le Vietnam et le modèle chinois, Lê Quý Đôn a laissé une œuvre abondante.
- 1749 : Đại Việt Thông Sử (Histoire générale de la dynastie Lê) en 30 volumes, dont seuls trois volumes ont été conservés. Il y déplore notamment la rareté des livres dans son pays, en comparaison de la Chine, et le peu de cas qu'on en fait[1].
- 1768 : Toàn Việt Thi Lục (Anthologie de poèmes vietnamiens), en 6 volumes, contenant 897 poèmes par 73 auteurs.
- 1770 : il publie l'encyclopédie Vân Đài Loại Ngữ, qu'il a rédigée seul, contrairement à la pratique chinoise pour ce genre de livre. Celle-ci compte 9 grandes sections[1]: philosophie cosmique basée sur l'interaction de deux principes fondamentaux, le li et le qi[3] ; sciences physiques, astronomie, calendriers, marées, cinq éléments (eau, feu, bois, métal, terre) et corrélations avec les signes du zodiaque; géographie et divisions administratives en Chine ancienne; traditions et coutumes; culture et société; langage et littérature; les cinq livres classiques (livre des changements, livre de poésie, livre des rites, annales du printemps et de l'automne); règles de conduite; sciences naturelles.
- 1776 : Phủ Biên Tạp Lục (Chroniques de la frontière), en 6 volumes. Cet ouvrage comporte notamment des informations très précises sur la géographie de la région centrale du Vietnam et sur l'archipel des îles Paracels[1].
- 1777 : Kien van tieu luc (Petite chronique de choses vues et entendues), en 12 livres (dont 8 seulement ont été conservés). Analyse de la littérature, des institutions et des pratiques religieuses au Vietnam et dans le monde confucéen[2].

## Hommages
- Le Lê Quý Đôn,  trois-mâts barque navire-école de la Marine populaire vietnamienne, porte le nom du philosophe et poète.

## Sources
- (en) Ho van Hien, « Lê Quý Đôn (1726-1784), Encyclopedism in a Time of Turbulence », 2011
- (en) Alexander Woodside, Vietnam and the Chinese Model : A Comparative Study of Vietnamese and Chinese Civil Government in the First Half of the Nineteenth Century, Cambridge (Mass.), Harvard University Press, 1971